# بييك
بييك Beek  مدينة وبلدية بمقاطعة ليمبورخ، هولندا.

## طوبوغرافيا
خريطة طوبوغرافية هولندية لبلدية بييك، يونيو 2015، (تقرأ بعد ثلاث نقرات على الخريطة)

## أعلام
- مود ويلزن